# Олиэль, Ишай
Ишай Олиэль (ивр. ישי עוליאל‎; род. 5 января 2000, Рамла) — израильский теннисист. Член сборной Израиля в Кубке Дэвиса, победитель Открытого чемпионата Франции (2016) в парном разряде среди юношей, финалист Открытого чемпионата Австралии (2017) в одиночном разряде среди юношей.

## Биография
Ишай Олиэль родился в 2000 году в Рамле (Израиль) в семье иммигрантов из Марокко. В теннис начал играть в возрасте пяти лет, тренировался у Яна Похтера и со временем выдвинулся в число ведущих молодых теннисистов Израиля, выиграв чемпионат страны среди мальчиков, а затем став в 2012 году во Флориде победителем престижного юношеского турнира Orange Bowl в возрастной категории до 12 лет. Он стал вторым представителем Израиля после Шахар Пеер, завоевавшим этот трофей.
В 2014 году Олиэль повторил свой успех на Orange Bowl в следующей возрастной категории, став лишь девятым спортсменом за почти 70-летнюю историю этого турнира, которому такое удалось. Благодаря спонсорству британского филантропа Дэвида Коффера он был включён в небольшую группу наиболее перспективных юных теннисистов Израиля, тренирующуюся в Раанане (так называемая «Команда Давид»), где с ним занимались бывшая ведущая теннисистка Израиля Ципора Обзилер, Деди Яков и Эяль Омид. Группа также тренировалась в США, где с ней работали Аарон Крикстейн и Мануэль Сантана. В середине 2015 года 15-летний Олиэль участвовал в квалификационном отборе к юношескому Уимблдонскому турниру, проиграв в последнем круге отбора в одиночном разряде (в парах он дошёл до второго круга в основной сетке). Несмотря на это поражение, его игру положительно оценила бывшая британская чемпионка Анджела Бакстон, сравнившая его стиль со стилем Роджера Федерера (сам Ишай в это же время назвал в качестве своего образца для подражания Рафаэля Надаля).
2015 год стал для Олиэля первым сезоном, в котором он выступал во взрослых турнирах, проведя несколько матчей в цикле ITF Futures. В 2016 году, выступая с чехом Патриком Риклом, он стал победителем Открытого чемпионата Франции в парном разряде среди юношей, а в ноябре был приглашён в сборную Израиля для участия в матче Кубка Дэвиса против шведской команды. Израильтяне выиграли этот матч досрочно, и заключительная игра между Олиэлем и шведом Марком Эрикссоном носила только товарищеский характер.
В январе 2017 года Олиэль стал финалистом Открытого чемпионата Австралии в одиночном разряде среди юношей. Израильтянин, посеянный под четвёртым номером, переиграл в полуфинале первую ракетку турнира У Ибина, но в финальной игре неожиданно уступил 16-летнему венгру Сомбору Пирошу. В феврале он провёл свой первый официальный матч за сборную Израиля в Кубке Дэвиса, уступив обе одиночные встречи соперникам из команды Португалии. В декабре 2017 года Олиэль выиграл в Израиле свой первый профессиональный турнир класса ITF Futures; он стал лишь четвёртым теннисистом в мире, рождённым в 2000-е годы, который добился этого результата. В апрельском матче Кубка Дэвиса против сборной Чехии Олиэль одержал свою первую победу в рамках этого соревнования, обыграв Вацлава Шафранека, однако исход его игры уже не влиял на конечный результат, поскольку чехи к этому моменту вели в счёте 3:0.
За 2019 год Олиэль выиграл четыре «фьючерса» (один в Греции и три в Израиле) и к концу сезона вплотную приблизился к 400-му месту в рейтинге, поднявшись почти на 300 позиций. В марте 2020 года, после полуфинала «фьючерса» в Анталии (Турция), он достиг 394-го места в рейтинге, однако не сумел развить успеха после перерыва в сезоне, вызванного пандемией. В марте 2021 года после трёхлетнего перерыва принял участие в матче Кубка Дэвиса за право играть в Мировой группе. При счёте 2:2 в матче против сборной Украины Олиэль проиграл решающую встречу Сергею Стаховскому. В личных турнирах за 2021 год пять раз играл в финалах «фьючерсов», завоевав два титула — в Бакэу (Румыния) и Мейтаре (Израиль). К середине ноября израильтянин достиг в рейтинге 344-й позиции.
В 2022 году регулярно выступал в турнирах тура ATP Challenger, хотя далеко в них не продвигался. К августу достиг в рейтинге 305-й позиции. Следующий сезон снова в основном провёл в турнирах ITF, четыре раза играл в финалах и два из них (по одному на уровнях M25 и M15) выиграл, но рекордный для себя показатель в рейтинге улучшить не сумел. В Кубке Дэвиса принёс сборной Израиля решающее очко в матче с японцами, в 5-й игре победив Синтаро Мотидзуки и обеспечив своей команде участие в плей-офф Мировой группы на следующий год. За 2024 год дважды выходил в финалы в турнирах-25-тысячниках, но титулов не завоёвывал. Осенью снова вывел сборную Израиля в плей-офф Мировой группы, выиграв обе своих встречи в матче с командой Украины.